# Registermetoden
Registermetoden är en facklig metod för bl.a. lönesättning som innebär en vidareutveckling av, och ett alternativ till, kollektivavtal. Den är dels ett verktyg för arbetarnas kontroll av arbetsplatserna, både vad gäller löner och arbetsförhållanden i övrigt samt för förmedling av arbetskraft. Dels kan den också i förlängningen - i enlighet med den syndikalistiska uppfattningen om fackföreningarnas revolutionära uppgift - utgöra en förberedelse för arbetarnas övertagande och demokratiska styre av produktionen i sin helhet.
Metoden har historiskt mest förknippats med syndikalistiskt organiserade arbetare men den har under perioder också i begränsad omfattning varit en del av verksamheten hos reformistiskt organiserade förbund.

## Bakgrund

### Kritik mot kollektivavtalen
Allt eftersom arbetarklassen blev mer och bättre organiserade ansåg man på flera håll inom fackföreningsrörelsen att de tidsbundna kollektiva avtal som man tidigare kämpat för nu spelat ut sin roll som mål och medel för klasskampen. Arbetsgivarna började nämligen också de organisera sig i föreningar, och då de inte längre konkurrerade inbördes kom de att allt mer föredra tecknandet av för hela branschen gemensamma kollektivavtal med de fackliga organisationerna.
Genom sina intresseföreningar (främst SAF, numera Svenskt Näringsliv) kunde arbetsgivarna därmed ställa gemensamma krav och dra nytta av den arbetsfred som de tidsbundna avtalen - ibland med en giltighetstid på upp till fem år - innebar. Fackförbunden försvagades av att vara tvingade att förhålla sig passiva under långa tider och förhandlingsläget blev avsevärt sämre av att arbetsgivarna kunde stå väl förberedda för eventuella fackliga stridsåtgärder när väl avtalen löpte ut.
Förutom stora eftergifter till arbetsgivarna - bland annat LOs godkännande av §23 (sedermera §32) som allmän princip, vilken innebar ett erkännande av arbetsgivarnas rätt att "leda och fördela arbetet, och fritt anta och avskeda arbetare" - ledde denna utveckling till att kollektivavtalen och tolkningen av dessa fick en alltmer byråkratisk prägel. Från främst syndikalistiskt håll ansågs därmed de tidsbundna kollektivavtalen medföra att fackföreningarna gav upp sin roll som organ för klasskamp och övergick till att vara trubbiga verktyg för kompromiss och maktlöshet.
Registermetoden innebär i kontrast till detta dels en överenskommelse som gäller tills vidare mellan arbetare och arbetsgivare, men dels också ett verktyg för att utvärdera och vid varje lämpligt tillfälle förbättra arbetarnas löner och arbetsvillkor.

### Öppna eller dolda stridsåtgärder
Liksom med kollektivavtalen ansågs det att också arbetarnas ditintills huvudsakliga stridsåtgärd - strejken - genom arbetsgivarnas organisering förlorat i styrka. Den förutsägbarhet som de långa avtalsperioderna medförde omöjliggjorde i stort ett resultat till arbetarnas fördel. SACs tredje kongress 1916 beskriver situationen enligt följande:
| ”       | (...) Hela den senare tidens erfarenhet av de ekonomiska konflikterna gör det till en bjudande nödvändighet för arbetarna att i större utsträckning än hittills föra kampen inom arbetet. För att arbetarna skola kunna föra sina strider med utsikt till resultat är det nödvändigt att rekognoscera fiendens ställning, att ständigt hålla sig underrättad om industriernas ekonomiska förhållanden, om konjunkturerna på varumarknaden och alla dylika förhållanden som kunna inverka på arbetsgivarnas motståndskraft, samt därefter anpassa sin taktik.(...)Eftersom arbetarna alltmer tvingas föra striden inom arbetet framspringer som bästa kampmedel sabotagen i dess olika former, som obstruktion, nedsättning av arbetsintensiteten, nedsättning av arbetets kvalitet, överdrivet väl utfört arbete, och alla olika arter av sabotage, som arbetarnas praktiska erfarenhet kan anvisa. (...)" | „ |
| – källa | |   |

Registermetodens funktion som stridsåtgärd består i att om arbetsgivaren inte vill betala det pris och de villkor som registerkommittén bestämt för ett visst arbete, så innebär detta automatisk blockad av dessa arbetsuppgifter. Detta kan kallas dold eller "hemlig blockad", då den inte varslas eller proklameras för allmänheten ens då den är ett faktum. Det är underförstått att arbetsgivaren har att anpassa sig efter registerkommitténs bud, alternativt stå utan arbetskraft.

## Registrets organisation

### Registerkommittén
Inom varje bransch utser arbetarna genom sina lokala fackföreningar en registerkommitté. Kommitténs uppgift är att i samråd med den lokala samorganisationen (LS) utarbeta prislistor på arbetet, upplysa arbetssökande om pris/lönenivå och arbetstillgång, kontrollera att ingen arbetar för lägre löner än bestämt, förmedla arbeten samt samla in statistik på arbetsplatsen. Så snart man får reda på att arbete (anläggning, skogsavverkning eller liknande) skall ske inom LS verksamhetsområde, görs en prislista över de olika arbetsuppgifterna utifrån de förutsättningar som gällde i varje enskilt fall. Denna prislista meddelas sedan till allmänheten så att alla arbetare som söker dessa arbeten vet vad de ska kräva i lön.

### Statistikförare
Kommittén består av representanter för varje arbetslag eller arbetsplats inom föreningens verksamhetsområde. Representanterna - som kallas statistikförare - samlar in uppgifter om respektive arbetsgivare, arbetsuppgifter, lönenivåer och utlysta arbetstillfällen, samt övrig information som behövs för att ge en god överblick över ortens arbeten. Registerkommittén lägger utifrån dessa data fram förslag på arbetspriser - d.v.s. löner - för de olika arbetena. Priserna uppdateras sedan löpande om någon förändring meddelas bland de faktorer som påverkar prissättningen.

### Registerförare
Inom kommittén utses en registerförare, som fungerar som sekreterare. Registerföraren sköter kommitténs korrespondens, håller löpande kontakt med statistikförarna, samordnar deras arbete och sammanställer all information de samlar in. Denne ansvarar därefter för att relevanta data vidarebefordras till centralorganisationen.

## Registrets funktioner

### Löner
Lönenivån - dvs priset för visst arbete - bestäms under registermetoden av arbetarna själva. Som grund finns en allmän lista med lägstapriser som används som riktlinje för den lokala prissättningen. Den lokala registerkommittén ökar sedan på grundpriserna utifrån de kriterier som de anser lämpliga och arbetsgivarna kan sedan välja att betala det pris som satts, eller högre, eller bli utan arbetskraft. Allt eftersom underbudskonkurrensen försvinner innebär den lokala registerorganiseringens kontroll över arbetspriserna att arbetare på olika platser i stället konkurrerar om att nå ett så högt pris för arbetsinsatsen som möjligt. Om det från registerkommitténs sida skulle anses att ett för högt pris satts på ett visst arbete, hänvisar registerkommittén frågan till den lokala fackorganisationen.
Registermetoden har, enligt dess förespråkare, i fråga om löner i flera fall visat sig ge bättre resultat än de reformistiska organisationernas kollektivavtal i samma bransch. Vid jämförelse av skogsarbetares löner i mitten av 30-talet uppvisades en skillnad upp till i snitt nästan 50% högre lön för arbetare som använde sig av registermetoden.

### Arbetsförmedling
Ännu en funktion för registermetoden att motverka konkurrensen mellan arbetare är att fungera som arbetsförmedling. Genom de insamlade uppgifterna om de arbetsplatser som finns inom den lokala fackliga organisationens verksamhetsområde har registerkommittén all information som behövs för denna uppgift. Organiserade arbetare såväl som långtidsarbetslösa kan av organisationen ges företräde till utlysta arbeten.
När Svenska Metallindustriarbetareförbundet 1922 beslöt att omvandla sin reshjälps- och understödskassa till ett utvecklat arbetsgivarregister var den uttalade orsaken ett behov att värja sig mot arbetsgivarnas organiserade svartlistning. Till skillnad från hos de syndikalistiska organisationerna var Metalls och övriga reformistiska organisationers användning av register starkt centraliserad. Registrets roll som arbetsförmedling var här en av dess viktigaste aspekter. Det användes i regel endast som ett komplement till, snarare än en ersättning för de ordinarie öppna och centralt dirigerade lönerörelserna.

### Skolning av arbetarna
Registermetoden innebär även att insamling av information och kontroll av att satta priser och villkor efterlevs sker lokalt, på varje arbetsplats. Detta innebär att alla arbetare blir medvetna om det arbete som registerverksamheten kräver. Därmed sker en ofrivillig men medveten skolning av alla arbetare i alla de faktorer som spelar in i hur företaget bedrivs.
Genom arbetarnas kontinuerliga dagliga deltagande i det fackliga taktiska arbetet blir de också tillräckligt medvetna för att agera solidariskt med varandra utan att öppet proklamerade stridsåtgärder behöver påminna dem om att deras intressen är gemensamma, något som är nödvändigt för kollektivavtalens upprätthållande. Den kontroll över arbetsförhållandena som Registret utövar innebär också att arbetarna tillägnar sig bestämmanderätten på arbetsplatsen inte bara ifråga om löner, arbetstid, raster, etc. Kontrollen över de många små frågorna syftar leda till upphävandet av arbetsgivarnas §32, d.v.s. rätten att "fritt anta och avskeda" arbetare efter eget gottfinnande. Slutligen är tanken att arbetarna genom sina organisationer tillkämpar sig bestämmanderätten över samtliga sina arbetsplatser, och därmed över samhället i sin helhet.

## Historik
Idén om registermetoden formulerades första gången på en konferens i Gävle 1913 som avhölls av syndikalistiskt organiserade anläggningsarbetare. Branschen hade under åren sedan storstrejken plågats av omfattande arbetslöshet, vilket resulterade i att underbudskonkurrens rådde kring arbetena. För att råda bot på detta beslutade konferensen att en prislista skulle upprättas, som angav de lägstapriser som alla arbetare hade att hålla sig till när man la bud på jobb. Metoden utvecklades sedan i praktisk användning under de följande årtiondena. Registermetodens glansperiod brukar sägas ha ägt rum mellan 1913 och 1933, innan den trängdes undan av kollektivavtal. Främst användes den inom skogsbruk samt bygg- och anläggningsbranschen, och den sista klassiska registerstriden ägde rum på Ekerö 1956.